# 로베르트 샤블라카제
로베르트 샤블라카제(조지아어: რობერტ შავლაყაძე; 러시아어: Роберт Михайлович Шавлакадзе 로베르트 미하일로비치 샤블라카드제[*], 1933년 4월 1일 ~ 2020년 3월 4일)는 소련을 대표한 조지아의 전직 높이뛰기 선수이다.
트빌리시에서 태어나 1960년과 1964년 하계 올림픽에 참가하여 각각 1위와 5위를 하였다. 또한 1962년 유럽 선수권에서 동메달을 따기도 하였다.
국내적으로 샤블라카제는 1964년 단 하나의 국내 타이틀을 우승하였으며, 3회의 준우승(1959, 1960, 1962)을 하였다. 육상에서 은퇴한 후, 그는 조지아와 콩고에서 육상 코치로 일하였다.
1981년부터 1993년까지 조지아 농업 대학교에서 체육 교수를 지내오고, 후에 조지아 올림픽 위원회의 위원이 되었다.